# Pseudocercosporella
Pseudocercosporella Deighton – rodzaj grzybów z rodziny Mycosphaerellaceae. Grzyby pasożytnicze powodujące grzybowe choroby roślin, głównie plamistości liści.

## Charakterystyka
Należą tu liczne gatunki grzybów mikroskopijnych pasożytujące na wielu rodzinach roślin (ale nie na wiechlinowatych). Konidiofory wyrastają z porażonej rosliny przez aparaty szparkowe pijedynczo lub w luźnych pęczkach. Są szkliste, czasami jasnooliwkowe, cylindryczne, nitkowate lub ampułowate, gładkie, krótkie, nierozgałęzione, ze słabo widocznymi bliznami na komórkach konidiotwórczych. konidia szkliste, cylindryczne, nitkowate, igłowate, odwrotnie maczugowate, proste lub wygięte, podzielone poprzecznymi septami na dwie do kilku komórek. Mają ścięte lub nieco zaokrąglone podstawy, gładką powierzchnię i powstają pojedynczo.

## Systematyka i nazewnictwo
Pozycja w klasyfikacji według Index FungorumMycosphaerellaceae, Mycosphaerellales, Dothideomycetidae, Dothideomycetes, Pezizomycotina, Ascomycota, Fungi.
Gatunki występujące w Polsce
- Pseudocercosporella eryngii (Westend.) U. Braun 1993
- Pseudocercosporella hieracii (Jaap) U. Braun 1988
- Pseudocercosporella magnusiana (Allesch.) U. Braun 1988
- Pseudocercosporella ranunculi (P. Karst.) Rossman & W.C. Allen 2016
- Pseudocercosporella tatrensis Mułenko & Bacigálová 2005

Nazwy naukowe na podstawie Index Fungorum. Wykaz gatunków występujących w Polsce według Mułenki i in.